# Rudi Bučar
Rudi Bučar, slovenski kantavtor, folk rock glasbenik in poustvarjalec istrske glasbene kulturne dediščine, * 9. februar 1978, Koper, Slovenija

## Življenjepis
Odraščal je v Izoli, kjer je hodil na osnovno šolo Vojke Šmuc. Šolanje je nadaljeval na Srednji ekonomski šoli v Kopru in tamkajšnji srednji glasbeni šoli. Po končanju slednje se je vpisal na Akademijo za glasbo v Trstu (Conservatorio di musica Giuseppe Tartini).
Že v otroštvu se je naučil igrati klavir in kitaro. Glasbeno pot je začel v skupini Spirits, ki jo je ustanovil z Gabrom Radojevičem. Leta 1999 je izšel njun prvenec Zemljin krik. Pod vplivom Luciana Kleve se je začel zanimati za glasbeno izročilo Istre in se lotil zbiranja starih istrskih ljudskih napevov. Na podlagi tega gradiva sta nastala njegova samostojna albuma Kapot (2004) in Kambiament (2007). Leta 2007 se je kot spremljevalni vokalist Alenki Gotar udeležil Izbora za pesem Evrovizije v Helsinkih. Prihodnje leto je sodeloval pri projektu Sozvočja Slovenije (Sounds of Slovenia). Sredi leta 2009 je ustanovil rock zasedbo Rudi & The Cool Vibes.
Leta 2009 se je začel njegov pohod na slovenske glasbene festivale. Tega leta je v duetu z Alyo nastopil na Emi s pesmijo Zadnji dan, kot avtor glasbe pa je sodeloval tudi na Slovenski popevki. Skladba Samo ti v izvedbi Anike Horvat je bila imenovana za zmagovalno skladbo po izboru strokovne žirije. Kot izvajalec je na Slovenski popevki nastopil dve leti pozneje z avtorsko pesmijo Naj traja in prejel veliko nagrado strokovne žirije za najboljšo skladbo v celoti.
Leta 2011 je nastala zasedba Istrabend, v kateri sta poleg Rudija sodelovala tudi Janez Dovč in Goran Krmac. Leta 2012 so nastopili na obujenih Melodijah morja in sonca s skladbo Slon in še pred koncem leta izdali album Rudi in Istrabend. Istega leta je Rudi ponovno stal na odru Slovenske popevke, kjer je nastopil s pesmijo Še malo.
Leta 2013 je napisal glasbo za gledališko predstavo Sluga dveh gospodarjev režiserja Kokana Mladenovića, nastalo v koprodukciji z Gledališčem Koper.
Leta 2014 se je udeležil vseh treh večjih slovenskih glasbenih festivalov in kar na dveh zmagal: na Emi je nastopil s skupino Elevators (Tja), na Melodijah morja in sonca je slavil s Frčafelami (Sen znala jes), na Slovenski popevki pa je strokovna žirija njegovo pesem Ti izbrala za najboljšo skladbo v celoti, Rudi pa je prejel še nagrado za najboljšo interpretacijo. Maja 2014 je izšla plošča Kantajmo vokalnega kvarteta 7 plus, pri kateri je sodeloval kot avtor in aranžer.

## Nastopi na glasbenih festivalih

### EMA
- 2009: Zadnji dan (Jan Plestenjak - Jan Plestenjak - Jan Plestenjak) - z Alyo (3. mesto)
- 2014: Tja (Rudi Bučar - Rudi Bučar - Rudi Bučar, Elevators) - z Elevators
- 2015: Šaltinka (Rudi Bučar - Rudi Bučar - Rudi Bučar, Gaber Radojevič) - s Figoni (2. mesto)

### Slovenska popevka
- 2011: Naj traja (Rudi Bučar - Leon Oblak - Aleš Avbelj) (velika nagrada strokovne žirije za najboljšo skladbo v celoti, 12. mesto)
- 2012: Še malo (Rudi Bučar - Rudi Bučar - Aleš Avbelj) (11. mesto)
- 2014: Ti (Rudi Bučar - Rudi Bučar - Patrik Greblo) (velika nagrada strokovne žirije za najboljšo skladbo v celoti, nagrada strokovne žirije za najboljšo interpretacijo, 3. mesto)

### Melodije morja in sonca
- 2012: Slon (Rudi Bučar - Rudi Bučar - Rudi Bučar) - z Istrabendom (7. mesto)
- 2014: Sen znala jes (Rudi Bučar - Rudi Bučar - Rudi Bučar) - s Frčafelami (1. mesto)

## Diskografija
Albumi
- 1999: Zemljin krik (Spirits)
- 2004: Kapot
- 2007: Kambiament
- 2012: Rudi Bučar in Istrabend
- 2014: Kantajmo (Kvartet 7 plus)
- 2015: Konəc
- 2017: Šentiment (Rudi Bučar in Istrabend)
- 2020: Kambjale so čase